# Commanderie de Payns
La commanderie de Payns était située non loin du village de Payns, dans le département de l'Aube, en région Champagne-Ardenne.

## Histoire
Payns était le fief du seigneur Hugues de Payns, fondateur de l'ordre du Temple qui fonda cette commanderie par une donation faite avant le 31 octobre 1127. Guy Bordel, fils du premier maître complétait les biens par une donation en 1130.
Cette commanderie fut abandonnée par les Hospitaliers de l'ordre de Saint-Jean de Jérusalem lorsqu'ils en héritèrent à la disparition de l'ordre du Temple, elle fut amalgamée à la commanderie de Troyes au XVe siècle.

## Commandeurs templiers
| Nom du commandeur                                                                                            | Période     |
| --- | ----------- |
| fr. Bordel                                                                                                   | premier     |
| fr. André de Joigny « Commandeur de la baillie de Payns »                                                    | 1263-1266   |
| fr. Jean Bruart                                                                                              | c.1293      |
| fr. Jean Adhémar ou de Mars Commandeur de la baillie de Lorraine (1289-1293) Commandeur de Ruetz (1303-1307) | c.1298-1303 |
| Ponsard de Giry (on lit aussi "de Gisy")                                                                     | 1307        |

## Possessions
L'activité principale de cette commanderie était l'élevage de moutons pour la production de laine qui s’effectuait sur la pièce de terre principale de 441 arpents sur lesquels se trouvaient les bâtiments, complétée par 132 arpents de terres, bois, formés par dix-sept pièces au finage de Payns. Elle possédait des biens à Belleville, Espincey, Messon, Pavillon-Sainte-Julie, Saint-Mesmin et Savières.
Elle possédait une maison à Belleville qui fut achetée en 1209 au seigneur de Marigny-le-Chatel, pour être attachée à cette commanderie, ainsi que sa chapelle.

## État
La commanderie de Payns n'existe plus qu'à l'état archéologique, sur un terrain agricole privé. Dès 1989, la prospection archéologique aérienne localise sa position. En novembre 1989, est créée la « Fondation Hugues de Payns », association culturelle dont le but est de valoriser le patrimoine de la commanderie.
En 1998, la Fondation suscite des sondages archéologique qui mettent au jour les fondations et sols de trois bâtiments connus à ce jour : la chapelle avec un cimetière, le logis (formé d'un dortoir, d'un four, d'un réfectoire, d'un lardoir et d'une prison) et la grange ainsi que divers bâtiments agricoles non définis avec précision. La photographie présente les fondations rectangulaires de la chapelle Sainte-Madeleine. On peut voir l'épaisseur des murs et des contreforts. En septembre 1998, la découverte d'un dépôt monétaire conduit à la création du musée Hugues de Payns qui a pour projet de reconstruire la commanderie telle qu'elle était à l’époque.
Ce dépôt correspond à un coffret métallique enterré dans la cour de la commanderie et contenant 708 pièces de monnaie (des deniers d'argent) des XIIe et XIIIe siècles. Bien qu'il s'agisse sans doute du pécule enfoui par un marchand au retour des foires de Champagne, cette découverte relance le mythe du trésor des Templiers,.